# Pseudolachnea insignis
Pseudolachnea insignis är en svampart som beskrevs av Velen. 1934. Pseudolachnea insignis ingår i släktet Pseudolachnea, divisionen sporsäcksvampar och riket svampar.   Inga underarter finns listade i Catalogue of Life.